# Aloïs Kabangi
Vous pouvez partager vos connaissances en l’améliorant (comment ?) selon les recommandations des projets correspondants.
Aloïs Kabangi est un homme politique de la République démocratique du Congo. Il est ministre des Affaires économiques et du Plan dans le gouvernement Lumumba. Il est membre parti MUB.